# Ordres de grandeur d'empreinte carbone
L'empreinte carbone d'une activité humaine est une mesure des émissions de gaz à effet de serre d’origine anthropique en équivalent CO2 (CO2e). Il y a un facteur d'environ 10 entre chaque ligne et un facteur d'environ 1 000 entre chaque colonne.
|      | grammes CO2e | kg CO2e                                         | t CO2e | kt CO2e | Mt CO2e                                                     | Gt CO2e                                            |
| ---- | --- | ----------------------------------------------- | --- | --- | ----------------------------------------------------------- | -------------------------------------------------- |
| ≈1   | - 2 courriels (0,8 gr. CO2e) - 1,14 CO2e pour une requête Le Chat de 400 tokens                                                                                            | 6 km parcours par une citadine                  | 1 voyage Paris-NY en avion de ligne 1/2 voiture | Le carbone stocké par 2 ha de forêt tempérée                                                                                    | Émissions de l'agriculture en Israël en 2000 (1,30 Mt CO2e) | Émissions annuelles du Japon en 2018 (1,2 Gt CO2e) |
| ≈10  | - 10 gr. CO2e -4,2 km en TGV pour 1 passager - 14 gr. CO2e - 1 Tonne de matière / km parcouru en porte-conteneur                                                           | 10 kg CO2e Montre connectée                     | - 10 t CO2e - Empreinte carbone annuelle d'un français en 2022 - 33 t CO2e - Émissions pour un vol spatial suborbital habité (avec étapes préparatoires) | - 8,4 kT de CO2e - Émission annuelle d'un bateau porte-conteneurs - 20,4 kT de CO2e - Entraînement du modèle IA Mistral Large 2 | 8 Mt CO2e Émission annuelle d'Easy Jet                      | 11.5 Gt CO2e Émissions des pays de l'OCDE          |
| ≈100 | - 100 gr. CO2e - 300 grammes de champignon de paris - 158 gr. CO2e - 1 Tonne de matière / km parcouru en camion - 540 gr. CO2e - 1 Tonne de matière / km parcouru en avion | 162 kg CO2e Production d'un ordinateur portable | 10 tours du monde en voiture | 103.9 kT CO2e Pour le traitement annuel des déchets du Luxembourg en 2005                                                       | 70 Mt CO2e Émissions annuelles de la France                 | 40,6 Gt CO2e Émissions mondiales en 2022           |